# Музеи Могилёва

## История
Первый музей в Могилёве открылся 15 ноября 1867 года при Могилёвском губернском статистическом комитете. В 1879 реорганизован, в 1893 создан историко-археологический отдел.
В 1897 году в здании бывшего бернардинского монастыря Е. Р. Романовым основан церковно-археологический музей.
31 января на базе экспонатов церковно-археологического и Могилевского музея основан Могилевский губернский музей (с 1938 г. Могилевский областной краеведческий музей), в его состав в качестве филиалов входили Музей истории атеизма и мемориальный музей Г. К. Орджоникидзе.
24 декабря 1982 года в Могилёве открыт филиал Национального художественного музея Беларуси — художественный музей Бялыницкого-Бирули

## Список
- Могилёвский областной краеведческий музей
- Могилёвский областной художественный музей имени П. В. Масленикова
- Музей Бялыницкого-Бирули
- Музей этнографии
- Музей истории города